# Оєрбах
Оєрбах (нім. Euerbach) — громада в Німеччині, розташована в землі Баварія. Підпорядковується адміністративному округу Нижня Франконія. Входить до складу району Швайнфурт.
Площа — 17,40 км2. Населення становить 3049 ос. (станом на 31 грудня 2020).